# التكاثر البشري (مجلة)
التكاثر البشري مجلة علمية تُراجع من قبل الأقران تغطي جميع جوانب التكاثر البشري، بما فيه من الفيزيولوجيا (علم وظائف الأعضاء)، الباثولوجيا (علم الأمراض)، علم الغدد، طب الذكورة، وظيفة الغدة التناسلية، تكوين الجاميتات، التخصيب، تطور الجنين، زراعة الأنسجة الحية، الحمل، الجينات، التشخيص الوراثي قبل الزرع، علم الأورام، الأمراض المعدية، العمليات الجراحية، منع الحمل، علاج العقم، علم النفس، الأخلاق، والقضايا الاجتماعية. هي مجلة رسمية للجمعية الأوروبية لعلم التكاثر البشري والأجنة، تأسست في عام 1986 مع روبرت إدواردز كرئيس تحرير.

## المجلات الفرعية
المجلات: «تحديث التكاثر البشري» Human Reproduction Update و«التكاثر البشري الجزيئي» Molecular Human Reproduction هم مجلات منبثقة من مجلة التكاثر البشري الذي اُسست في عام 1995. تركز المجلة الرئيسية على البحوث الأصلية ودراسات الحالات الإكلينيكية، وكذلك الآراء والمناقشات حول القضايا الموضوعية. «تحديث التكاثر البشري» هي مجلة مُراجَعة تصدر كل شهرين. وفقًا لتقرير «مجلة الاقتباس» في عام 2014 عامل التأثير هو 10.165، حيث صنفته أولًا في فئتيّ «طب النساء والتوليد»  (من أصل 79) و«بيولوجيا التناسل» (من أصل 30)
تركز مجلة «الإنجاب الجزيئي البشري» على الجوانب الجزيئية لبيولوجيا الإنجاب وتُنشر شهريًا. ووفقًا لتقرير جريدة الاقتباس، فإن عامل التأثير لعام 2012 هو 4.542، حيث احتلت المرتبة السابعة من أصل 41 في فئة «علم الأحياء التنموي» و3 من 28 في فئة «بيولوجيا التناسل».

## التلخيص والفهرسة
لُخصت جميع المجلات الثلاث وفهرستها في ملخصات بيولوجية، ومعاينة بيوسيس BIOSIS، وقاعدة بيانات «المحتويات الحالية» Current Contents، وإم بيز، وببمد/ مدلاين، وبرو كويست ProQuest، وفهرس الاقتباس العلمي.

## انظر ايضاً
- مجلة العلوم الإنجابية البشرية

## الروابط الخارجية
- الموقع الرسمي

- الموقع الرسمي
- الصفحة الرئيسية لتحديث الإنجاب البشري
- الجزيئية البشرية الإنجاب الصفحة الرئيسية
- صفحة المنشورات في موقع الجمعية الأوروبية للتناسل البشري وعلم الأجنة